# إيف شفارتز
ولد إيف شفارتز (Yves Schwartz) في الثامن من سبتمبر 1942، فيلسوف فرنسي متخصّص في العمل وتحليل الفاعلية البشرية. فهو واضع أسس المقاربة الأرغولوجية، تيَّار فكري متعدّد التخصُّصات يدرس سياقات العمل («الأرغومعرفيات»)، سليلة الأرغونوميا الفرنسية. بالتعاون مع دومينيك ميدا (Dominique Méda) والطبيب النفساني باتريك ليرجرون (Patrick Légeron)، تكفَّل بتحليل النتائج الخاصة بالتحقيق الكبير الموسوم: «أيُّ عملٍ نريد؟»، الذي بثَّته إذاعة فرنسا سنة 2011. في التاسع من أكتوبر 2017، تمَّ انتخابه عضواً مراسلاً لأكاديمية العلوم الأخلاقية والسياسية في المقعد رقم 7 من القسم الأول (الفلسفة)، خلفاً لفرانسوا داغونييه (François Dagognet).
ينتمي إيف شفارتز إلى عائلة دوبريه (Debré) من جهة الأب، الإحصائي الإبستمولوجي دانيال شفارتز (Daniel Schwartz) – الابن، مع برتراند ولوران شفارتز – وإلى عائلة بير (Berr) من جهة الأم، إيفون  بير (Yvonne Berr) – أخت إيلين بير وبنت ريمون بير. هو أيضاً أخ ماكسيم شفارتز، بيولوجي ومدير شرفي لمعهد باستور، وإيرين شفارتز كاتبة ورسامة لكتب الأطفال. بعد انتهائه من الدراسة في المدرسة العادية العليا (ENS) في شارع أولم (rue d’Ulm) 1963-1967، تحصَّل على المرتبة الأولى في التبريز في الفلسفة عام 1967، أمام لجنة مكوَّنة من جورج كانغليم (Georges Canguilhem). قبل هذا الأخير أن يكتب تصديراً لأطروحته في الدكتوراه عنوانها «التجربة والمعرفة بالعمل»، التي يُطبّق فيها على المجال الأرغنومي الصاعد الإشكاليات التي بلورها كانغليم في مجال ابستمولوجيا الطب في كتابه «العادي والمرضي» (1943) وعلم الأحياء في مؤلفه «معرفة الحياة» (1952).
يُلخّص كانغليم في هذا النص الفكرة الأساسية لهذا التطبيق: «لقد كان إيف شفارتز نبيها بالفارق بين العمل المطلوب والعمل الفعلي الذي أخذه عن الأرغونوميا، واهتم بالعمل بوصفه علاقة الكائن البشري الحي بالوسط الذي يحيا فيه – علاقة لا يتلقاها الكائن الحي منفعلاً، بل يُوجّهها أيضاً. حاول من خلال التدريس الجامعي والبحوث الميدانية وانخراطه المواظب في أمكنة العمل المتحوّلة باستمرار، استجلاء وامتحان تصوُّره للعمل بوصفه شكلاً من أشكال التملُّك لإكراهات أصلية في الوجود وممارسة القدرات الذاتية. غالباً ما ردَّد المضبّط العبارة القارعة والعميقة: "لا يبقى العامل أبداً أمام آلته وهو يُخمّن: أفعل ما يُقال لي أن أفعله». هذه صيغة أخرى من بين الصيغ التي يُندّد بها العامل وضعيته في العمل: الاستلاب الناتج عن التطابق بين الكدّ في العمل والسلوك العقلاني الصارم. بالمقارنة مع هو مطلوب فعله، يتوجَّب وبشكل دقيق استعمال الذات (usage de soi)، أن يعتبر نفسه ذاتاً مصغَّرة لا يمكن إجلاؤها، تُشارك في العمليات الانتاجية».
بتفاعله مع نُخبة من الأرغونوميين من المدرسة الفسنرية (école wisnérienne)، خصوصاً مع جاك ديرافور (Jacques Duraffourg)، الذي رسَّخ تفكيره الفلسفي في البحوث الميدانية لسياقات العمل. كذلك، استُحضر اسمه مع جون بيير سيريس (Jean-Pierre Séris)، جورج فرديمان (Georges Friedman) وفرانسوا داغونييه (François Dagognet)، من طرف كانغليم في محاضرته «ما الفيلسوف في فرنسا اليوم؟» (1990)، استُحضر بوصفه فيلسوفاً كلاسيكياً ينخرط في الدرس الفلسفي للقضايا الراهنة.
المساهمة العلمية
على خطى النقاش المفتوح بين لوي ألتوسير («من أجل ماركس»، 1965) ولوسيان سيف («الماركسية ونظرية الشخصية»، 1969)، شارك إيف شفارتز (مع برنار دوري وإيف كلوت ولوسيان سيف) في فرقة البحث المتعددة التخصصات في معهد البحوث الماركسية الذي انتهى بنشر عمل جماعي «حول الفردانية» (1987). ساهم بدراسة عنوانها «العمل واستعمال الذات»، حيث استعاد المفهوم الذي ابتكره كانغليم وهو مفهوم «المعيارية الفردية» (normativité individuelle)، البيولوجية والاجتماعية، للدفاع عن فكرة أن ذات العمل لا تُختزَل في تقاطع العلاقات الاجتماعية للإنتاج، بل تُشكّل «ذاتية دون باطنية» (تبعاً لعبارة كانغليم سنة 1980)، قابلة لأن تعيد الاشتغال على المعايير الاجتماعية التي تشترطها. يدعو هذا الأمر إلى «المصادقة» على مفاهيم ماركس، كما يقول كانغليم، «تحت شرط إعادة التفكير في العلاقة بين العمل المجرَّد والعمل الواقعي بأخذ بعين الاعتبار (في علاقة الإنتاج) بالمعايير الخاصة بالفعل الحي للعمل». يقترح الكاتب مفهوم «إعادة التسوية» (renormalisation) لنمذجة الطريقة التي يفترض فيها العمل – الذي لا يمكن اختزاله إلى مجرَّد تطبيق ميكانيكي للتعليمات – أن الشخص بإمكانه تملُّك ما هو مطلوب منه (أي شخصنة التعليمات بتأويلها في السياق).
الاعتراف بأن تأويل التعاليم لتكييفها مع السياقات المتغيّرة مفاده التوكيد على وجود معارف تجريبية (التي لا يمكن تحديدها في المهارة، بحكم أن لها أهمية واسعة في تقدير وتحليل الوضعية أو السياق الخاص بالعامل). للتفكير في هذه المعارف ذات الطبيعة المختلفة عن «المعارف الموضوعة» (المعارف الأكاديمية) وإبرازها، يقترح إيف شفارتز مفهوم «المعارف المستثمرة»، خيار يشرحه جورج كانغليم بهذه الكلمات: «ما تدل عليه كلمة «تجربة العمل» هو مفعول علاقة أخرى بين المفهوم والتجربة. لا يتعلَّق الأمر بمفهمة خارجية لتجربة وقد أصبحت موضوعاً. يتعلق الأمر بالأولى بفهم المفاهيم الضمنية أو الخدرة التي تجعل من أفعال العامل تجربة قادرة على التعبير عن ذاتها بشكلها الخاص، لكن لها القُدرة أيضاً على الاستجلاء النقدي».
مثل ما كتب كانغليم سنة 1952 بأن «الفكر الخاص بالحي عليه أن يأخذ من الحي فكرة الحي»، يكتب أيضاً سنة 1988: «لا يمكن للمعرفة الخاص بالعمل أن تتجرَّد من تجربة القوى الانتاجية». يقتضي تحليل العمل مبدئياً دراسة الطريقة التي يحاول بها الفرد تشكيل «معاييره الخاصة» انطلاقاً من إكراه مزدوج تضعه فيه صراعات التعليمات (من قبيل: «ابدعوا، لكن لا تتعرَّضوا للخطر» أو أيضاً: «بادروا بفعل أشياء، لكن احترموا الإجراءات»). قام برفقة جون فرانسوا برونشتاين (Jean-François Braunstein) وجاك بوفريس (Jacques Bouveresse)، بنشر الجزء الأول من «الأعمال الكاملة» لجورج كانغليم سنة 2011.
المراجع
- Yves Schwartz, Reconnaissances du travail : pour une approche ergologique, Paris, PUF, 1997.
- Yves Schwartz, « Connaître et étudier le travail », Le Philosophoire, 2010/2, n°34, p. 71-78.
- Marie-Anne Dujarier, Corinne Gaudart, Anne Gilet et Pierre Lénel (dir.), L’activité en théories. Regards croisés sur le travail, Toulouse, Octarès, 2016.
- Patricia Remoussenard, « Les théories de l’activité entre travail et formation », Savoirs, 2005/2, n°8, p. 9-50.
- Carnet de recherche du colloque international « Penser et réaliser la transformation du travail : l’apport de la démarche ergologique et de l’œuvre d’Yves Schwartz » (12-14 octobre 2017)
1. ↑  François Daniellou, « L’ergologie en dialogue parmi les ergo-disciplines », dans : Louis Durrive, L’expérience des normes, Toulouse, Octarès, 2015, p. 1-14.
2. ↑  Voir la page Wikipédia consacrée à l’historique de l’ergonomie, notamment aux sections « De l’ergologie à l’ergonomie » et « Trois périodes du développement de l’ergonomie francophone ».
3. ↑  Site de l’enquête de France Radio : https://www.francetvinfo.fr/replay-radio/le-rendez-vous-du-mediateur/quel-travail-voulons-nous_1719125.html نسخة محفوظة 2018-06-18 على موقع واي باك مشين.
4. ↑  "ASMP: Académie des Sciences Morales et Politiques". مؤرشف من الأصل في 2019-04-20.
5. ↑  Voir (en) Laurent Schwartz, A Mathematician Grappling with his Century, 2001, p. 21.

https://books.google.fr/books?id=xVrC7ek7iRwC&pg=PA141&lpg=PA141&dq=Maxime+Schwartz+%2B+Laurent+Schwartz&source=bl&ots=3f3Afsxk8A&sig=kUQA2COLEUcQN2fs9ECvEvoG7X4&hl=en&sa=X&ei=B9EEVPe2C9PGggTauIGwAg&redir_esc=y#v=snippet&q=Yves%20Schwartz&f=false. نسخة محفوظة 2017-10-06 على موقع واي باك مشين.
6. ↑  cf. Georges Canguilhem, « Présentation », dans : Yves Schwartz, Expérience et connaissance du travail, Paris, Les éditions sociales, 2012, 2e édition, coll. « Les essentielles », p. 19-22.
7. ↑  « Expérience et connaissance du travail » (1967).
8. ↑  « Le normal et le pathologique » (1943).
9. ↑  « La connaissance de la vie » (1952).
10. ↑  Yves Schwartz, Expérience et connaissance du travail, p. 21.
11. ↑  «في 1987، نشر جون بيير سيريس كتابه "الآلة والتواصل"، يعالج فيه تشغيل البوارج وصناعتها، دون أن يُفكر في الدخول في شركة تسترجع الورشات المهملة الخاصة بمدينة "لاسيوتا" (La Ciotat). من الأشياء التقنية إلى نمط إنتاجها الصناعي العلاقة عادية. أتاحت دراسات جورج فرديمان "المشكلات البشرية المتعلقة بالآلية الصناعية" (1946) وإيف شفارتز "التجربة والمعرفة بالعمل" (1988) حول العمل والعُمَّال. في 1989، نشر فرانسوا داغونييه كتابه "في مدح الشيء"، أي المنتوج الاصطناعي للعمل الذي يتضاعف بموجبه الشيء الفظ والمنفعل والمعطى ويفقد من قيمته. باختصار، من الإدراك إلى العمل ومن المعطى إلى المظفر به، ومن الشيء المادي (chose) إلى الشيء المعنوي (objet)، لم يكن هم الفلاسفة-الأستاذة في فرنسا أن يُبرر سقف العطاء الذي يحكم عليه الفلاسفة-الصحفيون. فهم ليسوا بمخلوقات فضائية».

Georges Canguilhem, « Qu’est-ce qu’un philosophe en France aujourd’hui ? » : http://www.la-philosophie.fr/article-4085356.html نسخة محفوظة 26 سبتمبر 2020 على موقع واي باك مشين.
12. ↑  Michèle Bertrand et al. (dir.), Je : sur l’individualité. Approches pratiques, ouvertures marxistes, Paris, Messidor, 1987. https://books.google.fr/books?hl=fr&id=iIJrAAAAIAAJ نسخة محفوظة 2017-10-06 على موقع واي باك مشين.
13. ↑  Ibid., p. 181-427, Chapitre reproduit dans : Yves Schwartz, Travail et philosophie. Convocations mutuelles, 2e édition, Toulouse, Octarès, 1992, p. 43-66.
14. ↑  Georges Canguilhem, « Le cerveau et la pensée (1980) », dans Collège international de philosophie, Georges Canguilhem. Philosophe, historien des sciences, Paris, Albin Michel, 1992, p. 29.
15. ↑  Georges Canguilhem, « Présentation », op. cit., p. 20.
16. ↑  فقط في حالة الإضراب المتحمّس، حيث يباشر العامل الإضراب وهو يقوم بعمله «بسذاجة»، متيقناً من أن لا شيء يسير بالتطبيق الحرفي للتعليمات.
17. ↑  Georges Canguilhem, « Présentation », op. cit., p. 20.
18. ↑  Georges Canguilhem, « La pensée et le vivant », dans : La connaissance du vivant : https://books.google.fr/books?redir_esc=y&hl=fr&id=A7EUiqvUHZsC&q=id%C3%A9e+vivant#v=snippet&q=id%C3%A9e%20vivant&f=false نسخة محفوظة 2017-10-06 على موقع واي باك مشين.
19. ↑  Georges Canguilhem, « Présentation », op. cit., p. 19.